# Форпост Староватаженский
Форпост Староватаженский — село в Володарском районе Астраханской области России. Входит в состав Тишковского сельсовета. Население 281 человек (2010).

## История
Постоянное поселение появилось не позднее сер. XIX в. на бугре Староватаженский, где ранее располагалась рыболовная ватага. В 1880-х гг. на бугре находилась Алексеевская ватага купцов Чучиных и Макаровых. По названию бугра поселение до 1965 г. называлось Староватажным.

## География
Село находится в юго-восточной части Астраханской области, на правом берегу Тишковского канала дельты реки Волги, примерно в 42 км к югу от посёлка Володарский, административного центра района.
Паромная переправа через Тишковский канал с селом Тишково.
Абсолютная высота — 26 метров ниже уровня моря.

### Климат
Климат умеренный, резко континентальный, характеризуется высокими температурами летом и низкими — зимой, малым количеством осадков, а также большими годовыми и летними суточными амплитудами температуры воздуха.

## Население
| 2002 | 2010 |
| ---- | ---- |
| 305  | ↘281 |

Национальный и гендерный состав
По данным Всероссийской переписи, в 2010 году численность населения села составляла 281 человек (133 мужчины и 148 женщин, 47,3 и 52,7 %% соответственно).
Согласно результатам переписи 2002 года, в национальной структуре населения русские составляли 64 %, казахи 36 % из общего числа в 305 жителей.
| Национальность | Численность (2010) | Процент |
| -------------- | ------------------ | ------- |
| Русские        | 168                | 60%     |
| Казахи         | 109                | 38,9%   |
| Татары         | 3                  | 1,1%    |
| Всего          | 280                | 100%    |

## Инфраструктура
Основные инфраструктурные объекты находятся в селе Тишково (средняя общеобразовательная школа, детский сад, участковая больница (филиал ГБУЗ АО «Володарская ЦРБ»), дом культуры, библиотека и отделение Почты России).

## Транспорт
Через село проходит автодорога регионального значения 12 ОП РЗ 12К 039 Бирюковка — Тишково.
Действует паромная переправа с селом Тишково.